# Ethnizität
Ethnizität (von altgriechisch ἔθνος ethnos, deutsch ‚[fremdes] Volk, Volk-‘) ist ein Fachbegriff aus der Ethnologie zur Einordnung kultureller Identitäten. Nach Max Weber ist Ethnizität ein Konzept einer Gruppe von Menschen, die sich durch den subjektiven Glauben an eine gemeinsame Abstammung und Kultur konstituiert und so eine homogene Gruppenidentität bildet. Dabei werden gewisse kulturelle Elemente wie Sprache, Kleidung, Brauchtum und Religion als auch nach außen sichtbare Abgrenzungszeichen verwendet.
Gegenüber früheren primordialen, essentialistischen Erklärungen, die Ethnizität in endogamen Gruppen homogener Kulturen fest und unveränderlich als von der Biologie und den jeweiligen geografischen Bedingungen vorgegeben sah, hat sich mittlerweile der konstruktivistische Ansatz, welcher der subjektiven Wahrnehmung der Akteure eine zentrale Rolle zumisst, weitgehend durchgesetzt. Er beschreibt die mehr oder weniger zielbewussten Handlungen von Einzelnen und Kollektiven und wird in den sozialwissenschaftlichen Theorien häufig als „soziale Konstruktion“ (Sozialkonstruktivismus) beziehungsweise als „Wahlentscheidung“ (Theorie der rationalen Entscheidung) betrachtet. 
Zur Kategorisierung der Ethnizität sozialer Gebilde wird in Abgrenzung zum ethnischen Volksbegriff Ethnos auch der Begriff Demos als ein politischer und rechtlicher Begriff von Volk angewendet. Vielfach wird Ethnizität fälschlicherweise mit Nationalität gleichgesetzt. Eine Einstellung, die sich vom Standpunkt der eigenen Kultur und der mit ihr verbundenen Wertmaßstäbe primär auf ihre Ethnizität bezieht, wird als Ethnozentrismus bezeichnet.

## Theorien zur Ethnizität
Reinhart Kößler und Tilman Schiel unterscheiden Ethnizität nach ihrer Dimension, ihrer Erscheinungsform und ihrer Funktion.

### Dimension: horizontale Ethnizität
In der horizontalen Ethnizität erscheint sie:
- als Strategie für ideologische Begründung von Ressourcen, Ansprüchen und Rechten,
- als soziale Schließung zur Begründung von Ausschluss und Zwangsrestriktionen. Dazu zählen die Staatsbürgerschaft, der Zugang zu einem Arbeitsplatz und andere Ordnungsdispositive,
- als „kulturelle Kreativität“ mit Rückbezügen auf alte Traditionen und in Form der Abgrenzung vor einem „Modernisierungsschock“.

### Dimension: vertikale Ethnisierung
In der vertikalen Ethnisierung erscheint sie:
- als „Great“ versus „little Traditions“ zur positiven Betonung des „Überschaubaren“ (lokal, regional) gegenüber dem „Nationalen und Großen“,
- als Nationalismus versus Tribalismus. Hier stellen regionale „ethnische Kraftfelder“ (tribes) eine nationale Ordnung in Frage,
- als Zentralismus versus Regionalismus. Hier agiert beispielsweise ein zentraler Staat gegen die Autonomiebestrebungen einer Region.

### Dimension in der Tiefe und Intensität
In der Tiefe und Intensität erscheinen sie:
- als ethnische Separation in Form von Ethnonationalismus. Die Argumentation mit der Ethnizität dient hier als Strategie zur Legitimation einer politischen Selbständigkeit und der Abspaltung.[6]
- als „kultureller Reichtum“ zur Wahrung regionaler Besonderheiten innerhalb einer „nationalen Kultur“.

## Wissenschaft
In der Wissenschaft wird auf die zunehmende Entkontextualisierung, Hybridisierung und Popularisierung von Fachbegriffen wie „Ethnizität“ im öffentlichen Sprachgebrauch hingewiesen. „Ethnizität“ beschreibt nämlich im eigentlichen Sinne nicht bestimmte Eigenschaften, sondern ein Verhältnis – es handelt sich hierbei also um einen relationalen und keinen substanzbezogenen Terminus.
Andre Gingrich stellt in diesem Zusammenhang in seinem Artikel Ethnizität für die Praxis sieben Thesen auf:
- Ethnizität bezeichnet das jeweilige Verhältnis zwischen zwei oder mehreren Gruppen, unter denen die Auffassung vorherrscht, dass sie sich kulturell voneinander in wichtigen Fragen unterscheiden.
- So wie jede Person einmal mehr und einmal weniger egoistisch ist und dabei unterschiedliche Glaubwürdigkeit aufweist, so tendieren auch ethnische Gruppen unter bestimmten Umständen zum Ethnozentrismus. Ethnozentrismus ist manchmal unvermeidlich, aber er ist selten richtig.
- „Ethnisch“ ist keine sprachkosmetische Verkleidung für „rassisch“ oder „völkisch“. Ethnische Unterschiede zu verabsolutieren kann leicht zu Rassismus führen, ethnische Unterschiede zu ignorieren aber ebenso.
- Ethnizität und Nation sind nicht identisch. Nationen sind politische Gemeinschaften, die dauerhaft im selben Staatsverband leben oder leben wollen. Ethnizität hingegen überschreitet oft nationale und staatliche Grenzen.
- Ethnizität ist nicht identisch mit Kultur. Ethnizität als Beziehungsgeflecht aktualisiert bloß bestimmte Aspekte der beteiligten Kulturen in diesem Wechselverhältnis und kombiniert dies mit Außeneinwirkungen.
- Ethnizität verändert sich im Laufe der Zeit immer wieder. So wie es jetzt ist, bleibt es nicht.
- Ethnizität variiert je nach den Umständen. So wie es hier ist, so ist es nicht überall sonst.